# Barbadillo
Barbadillo é um município da Espanha na província de Salamanca, comunidade autónoma de Castela e Leão, de área 36,10 km² com população de 489 habitantes (2007) e densidade populacional de 13,55 hab./km².

## Demografia
| Variação demográfica do município entre 1991 e 2004 | Variação demográfica do município entre 1991 e 2004 | Variação demográfica do município entre 1991 e 2004 | Variação demográfica do município entre 1991 e 2004 |
| --------------------------------------------------- | --------------------------------------------------- | --------------------------------------------------- | --------------------------------------------------- |
| 1991                                                | 1996                                                | 2001                                                | 2004                                                |
| 574                                                 | 591                                                 | 538                                                 | 507                                                 |